# Encarna Abad
Encarna Abad (España, 1927-Madrid, 10 de octubre de 2014) fue una actriz española.

## Biografía
Desarrolló su trayectoria profesional casi íntegramente en el teatro, casi siempre en papeles de reparto de factura cómica. Su carrera teatral comienza en la década de 1930, cuando todavía era pequeña formándose en la Escuela de Actores Pérez de León y Tablilla. Debuta profesionalmente tras la Guerra civil española y lo hace en el ámbito del teatro musical. Se integra en la compañía de Mariano Madrid, con la que participa, en papeles cómicos, en los montajes de la zarzuela Molinos de viento (1943), de Pablo Luna y las revistas Luna de miel en El Cairo (1944), La blanca doble (1947), con Zori, Santos y Codeso, El oso y el madroño (1949) y S. M. la mujer (1951), las tres últimas del Maestro Guerrero.
Entrada la década de 1950, continua su carrera como vedette cómica con piezas como Día y noche de Madrid (1952), Torre de arena (1956) y El visón de Lulú (1959), con Eugenia Roca, aunque realiza también incursiones en el género del sainete: Cuidado con la Paca (1951) y El niño de las coles (1951), ambas de José de Lucio.
Desde principios de los 60, cambia su nombre artístico de Encarnita por el de Encarna y abandona finalmente el género musical centrando finalmente su carrera en la comedia, para la que estaba especialmente dotada. Pueden de ese modo, citarse las representaciones de La malcasada (1962), de Lope de Vega, Un 30 de febrero (1963), de Alfonso Paso, La Gobernadora (1964), con Pedro Porcel y Francisco Piquer y Un sereno debajo de la cama (1970), con Carmen Maura.
Otras películas interpretadas son Canción de arrabal o La cumparsita (1961) y Abuelita Charlestón (1962). 
En 1972 viajó junto a los actores de la compañía Tirso de Molina a la República Federal Alemana para representar ante los emigrantes españoles la obra de Miguel Mihura Ninette y un señor de Murcia. A su regreso, continúa ampliando su repertorio con decenas de obras, muchas de ellas bajo dirección de Gustavo Pérez Puig, y entre las que podrían citarse Los peces rojos (1973), de Jean Anouilh, La venganza de Don Mendo (1977), de Pedro Muñoz Seca, Angelina o el honor de un brigadier (1979), de Enrique Jardiel Poncela, Una noche en su casa... señora (1979), de Jean de Letraz, El caso de la mujer asesinadita (1982), de Miguel Mihura, Un marido de ida y vuelta (1985), de Jardiel, Las mocedades del Cid (1990), de Guillem de Castro, Judit y el tirano (1992), de Pedro Salinas, Los intereses creados (1992), de Jacinto Benavente, El cianuro... ¿solo o con leche? (1993), de Juan José Alonso Millán, Don Juan Tenorio (1993), de Zorrilla, El caballero de las espuelas de oro (1994), de Alejandro Casona y Picospardo's (1995), de Javier García Mauriño con dirección de Mara Recatero, las tres últimas mencionadas en el Teatro Español.
Fue igualmente un rostro asiduo en televisión desde mediados de la década de 1960, participando en varios espacios de teatro televisado, como Estudio 1.
Se retiró a finales de la década de 1990. Falleció en Madrid el 10 de octubre de 2014.

## Trayectoria en TV
- ¿Se puede? 
  - 7 de agosto de 2004
- Éste es mi barrio 
  - Honrarás a tu padre (1 de enero de 1996)
  - Bisnes son bisnes (8 de noviembre de 1996)
- Primera función 
  - Melocotón en almíbar (12 de enero de 1989)
- La venganza de Don Mendo (1988)
- Tarde de teatro 
  - Un marido de ida y vuelta (14 de diciembre de 1986)
- La comedia 
  - Tú y yo somos tres (25 de octubre de 1983)
  - El caso de la mujer asesinadita (31 de enero de 1984)
- Teatro estudio 
  - El burlador de Sevilla (25 de octubre de 1979)
- Novela 
  - Abel Sánchez (14 de noviembre de 1977)
- El teatro 
  - El proceso de Mary Dugan (21 de octubre de 1974)
- Los encuentros 
  - Confesión testamentaria (10 de septiembre de 1966)
- Estudio 1 
  - Cerca de las estrellas (16 de febrero de 1966)
  - Las manos son inocentes (2 de marzo de 1966)
  - Los amantes de Teruel (17 de junio de 1969)
  - El cianuro... ¿solo o con leche? (30 de marzo de 1989)
- Primera fila 
  - Invitación al castillo (3 de marzo de 1965)
- Teatro de humor 
  - Cuatro corazones con freno y marcha atrás (22 de noviembre de 1964)
  - El verdugo de Sevilla (28 de junio de 1965)